# Беате Дайніґер
Беате Дайніґер (нім. Beate Deininger, 24 січня 1964) — німецька хокеїстка на траві.
Срібна призерка Олімпійських Ігор 1984 року.